# Georges Rodi
 (janvier 2018).
Si vous disposez d'ouvrages ou d'articles de référence ou si vous connaissez des sites web de qualité traitant du thème abordé ici, merci de compléter l'article en donnant les références utiles à sa vérifiabilité et en les liant à la section « Notes et références ».
Georges Rodi, né le 12 février 1948 à Cannes, est un compositeur et claviériste français.

## Biographie
Autodidacte de formation, en 1964 il fait ses premiers pas comme pianiste, au sein du groupe cannois les Schtroumpfs qui deviendront les Sparks en 1965. Ils montent à Paris et jouent dans les clubs et boites de la capitale, notamment au Golf Drouot et à l'Alhambra Paris.
En 1967, l'aventure du groupe se termine, il accompagne ensuite Jacqueline Dulac comme organiste (orgue Hammond et cabine Leslie), puis Jacques Dutronc sur scène et en studio de 1969 jusqu'en 1972. Il compose la face B instrumentale Stercock du 45T de la bande originale de la série télévisée Arsène Lupin.
Au début des années 1970, il découvre chez un marchand de musique un disque de démonstration d'un matériel américain révolutionnaire, le synthétiseur ARP Odyssey, pas encore commercialisé en France. Rapidement, il part à Los Angeles acquérir cet instrument et le ramène en France. Il est l'un des premiers à introduire un synthétiseur en France.
Musicien de l'ombre, sa connaissance et sa passion pour les synthétiseurs, la musique électronique et la recherche sonore l'amènent à participer à de nombreux albums dans les années 1970 et 80 en tant que clavier et programmeur dans les studios d'enregistrement parisiens.
En 1982, il crée à Paris son propre studio A.D.S.R. A la pointe de l'informatique musicale, il se consacre à la production et réalisation sonore et entame une longue collaboration avec Gabriel Yared, orientée vers la composition de musiques de film.

## Collaborations de 1970 à 2000
- Michel Berger[10] : Mon piano danse, Beauséjour, Starmania, Dreams in stone, Voyou, Beaurivage, La fille au sax.
- France Gall[11] : France Gall 1976, Dancing Disco, Paris France, Tout pour la musique, France Gall / Palais des Sports 1982, Débranche, Babacar.
- Jacques Dutronc : 1972, Tic tic, Guerre et pets.
- Pierre Vassiliu[12] : Voyage (1975), Pierre Vassiliu (1976 : Alentour de lune, Pharaon, l'Unique).
- Véronique Sanson : 7ème, Zénith 93.
- Françoise Hardy : Musique Saoule, Star, À suivre, Quelqu'un qui s'en va.
- Jean-Jacques Goldman : Démodé, Minoritaire, Non Homologué.
- Maxime Le Forestier [13],[14] : Les jours meilleurs, After shave, Né quelque part, Sagesse du fou, Passer ma route.
- Julien Clerc : À mon âge et à l'heure qu'il est, Jaloux, Utile, Quitter l'enfance.
- Nicoletta, Gilbert Montagné, Nicole Croisille, Jean-Louis Murat, Chagrin d'amour, Michel Zacha[15], André Popp, Richard Gilly, Thierry Matioszek, Jean Schultheis, Michel Colombier, Cerrone[16], Patrick Juvet, Alec R. Constandinos[17], Voyage, Arpadys[18], Raymond Donnez  (Don Ray), Arthur Simms [19], Jean Pierre Sabar[20], Jean Claude Vannier, Michel Bernholc, Hervé Roy, Claude Engel[21], Olivier Bloch-Lainé[22].
- Serge Gainsbourg : Le Physique et le Figuré, Dieu fumeur de havanes, Tenue de soirée.
- Michel Jonasz : Guigui, Les années 80 commencent, Uni vers l'uni.
- Johnny Hallyday : Rock'n'Roll Attitude.
- Lilicub : Zoom.
- Francis Cabrel : Carte postale.
- Steve Shehan,Isnebo Sali Gondjeh : Le Maître des éléphants, de Patrick Grandperret.
- J.C Pierric / F.Rolland : Harlem Pop Trotters 1975[23].

## Collaboration avec Gabriel Yared[24]
Production et réalisation sonores, programmation
- 1980 : Sauve qui peut (la vie), Jean-Luc Godard
- 1982 : Invitation au voyage, Peter Del Monte
- 1982 : Interdit aux moins de 13 ans, Jean-Louis Bertuccelli[26]
- 1983 : La Lune dans le caniveau, Jean-Jacques Beineix
- 1983 : Hanna K., Costa-Gavras
- 1983 : La Scarlatine, Gabriel Aghion
- 1983 : Sarah, Maurice Dugowson
- 1983 : La Java des ombres, Romain Goupil
- 1985 : Adieu Bonaparte, Youssef Chahine
- 1985 : La prisonnière, René Laloux et Philippe Caza
- 1985 :  Le téléphone sonne toujours deux fois de Jean-Pierre Vergne
- 1986 : 37°2 le matin, Jean-Jacques Beineix[27]
- 1986 : Désordre, Olivier Assayas
- 1988 : Camille Claudel, Bruno Nuytten
- 1988 : Le Testament d'un poète juif assassiné, Frank Cassenti
- 1988 : Shamrock, musique de ballet Carolyn Carlson, National Ballet Amsterdam[28]
- 1988 : Retour à la vie, Glenn Gordon Caron
- 1988 : Gandahar, René Laloux[29],[30]
- 1990 : Vincent et Théo, Robert Altman
- 1990 : Les Mille et Une Nuits de Philippe de Broca
- 1990 : Tatie Danielle, Étienne Chatiliez
- 1992 : La Fille de l'air, Maroun Bagdadi
- 1992 :  IP 5 - L'île aux pachydermes, Jean-Jacques Beineix
- 1992 : L'Amant, Jean-Jacques Annaud
- 1993 : Cœur de métisse de Vincent Ward
- 1993 : Les Marmottes d'Élie Chouraqui
- 1996 : Le Patient anglais, Anthony Minghella
- 1997 : Tonka, Jean-Hugues Anglade
- 1998 : La Cité des anges, Brad Siberling
- 1999 : Une bouteille à la mer, Luis Mandoki

## Discographie
Illustrations sonores / musique électronique (Crea Sound Ltd / Mondiophone) :
- 1974 : Electronic Sounds[32]
- 1975 : Actual
- 1977 : Actual 2
- 1979 : Space
- 1980 : Sound Power
- 1984 : Spaciology
- 1984 : Kaléïdoscope
- 1985 : Synthesis
- 1987 : Hot Shots
- 1988 : Pulsations (L. Mathieu, F. Porte, G. Rodi) (CD)

Compilations :
- 2016 : Cosmic machine "indian love melody", Arpadys" monkey star" (Because Music)[33].
- 2018 : Face B 1965/1981 P.Vassiliu (Born Bad Records)[34]
- 2018 : Jazz Funk Sessions J.C Boinot,F.Rolland (Kosinus)[35]